# Zittert-Lummen
Zittert-Lummen (Frans: Zétrud-Lumay, Waals: Séntru) is een dorp in de Belgische provincie Waals-Brabant en een deelgemeente van Geldenaken. Tot 31 december 1976 was het een zelfstandige gemeente.

## Geschiedenis
Van 1810 tot 1922 maakte het overwegend Nederlandstalige Outgaarden, nu een deelgemeente van Hoegaarden, deel uit van het overwegend Franstalige Zittert-Lummen. Op zijn beurt werd Zittert-Lummen slechts na de vastlegging van de taalgrens in 1962 overgeheveld van het arrondissement Leuven naar het arrondissement Nijvel.
In 1977 werd Zittert-Lummen een deelgemeente van Geldenaken.
Zittert-Lummen bestaat uit de kernen Lummen en Zittert. In de laatste kern bevindt zich het kasteel en de kerk.

## Bezienswaardigheden
- De Sint-Bartholomeüskerk (Église Saint-Barthélemy) bevindt zich in Zétrud. Deze heeft een romaanse toren van de 11e en 12e eeuw. Uit dezelfde tijd stamt het voorste deel van het schip. In 1762-1762 kreeg de kerk een classicistisch uiterlijk en in deze stijl werd toen ook het koor gebouwd.
- Het Kasteel van Zittert staat vlak bij de kerk. Hier was vroeger de zetel van de heerlijkheid. Het huidige kasteel is van 1842.
- De Onze-Lieve-Vrouw-van-Bijstandkapel (Chapelle Notre-Dame de Bon Secours) werd in 1686 herbouwd. De kapel heeft een merkwaardig rond koor, voorzien van een piramidedak en gebouwd in Gobertangesteen. Het schip, vermoedelijk iets later bijgebouwd, werd in baksteen opgetrokken.

## Natuur en landschap
Zittert-Lummen ligt aan de Grote Gete en aan de taalgrens. De hoogte aan de kerk bedraagt 58 meter.

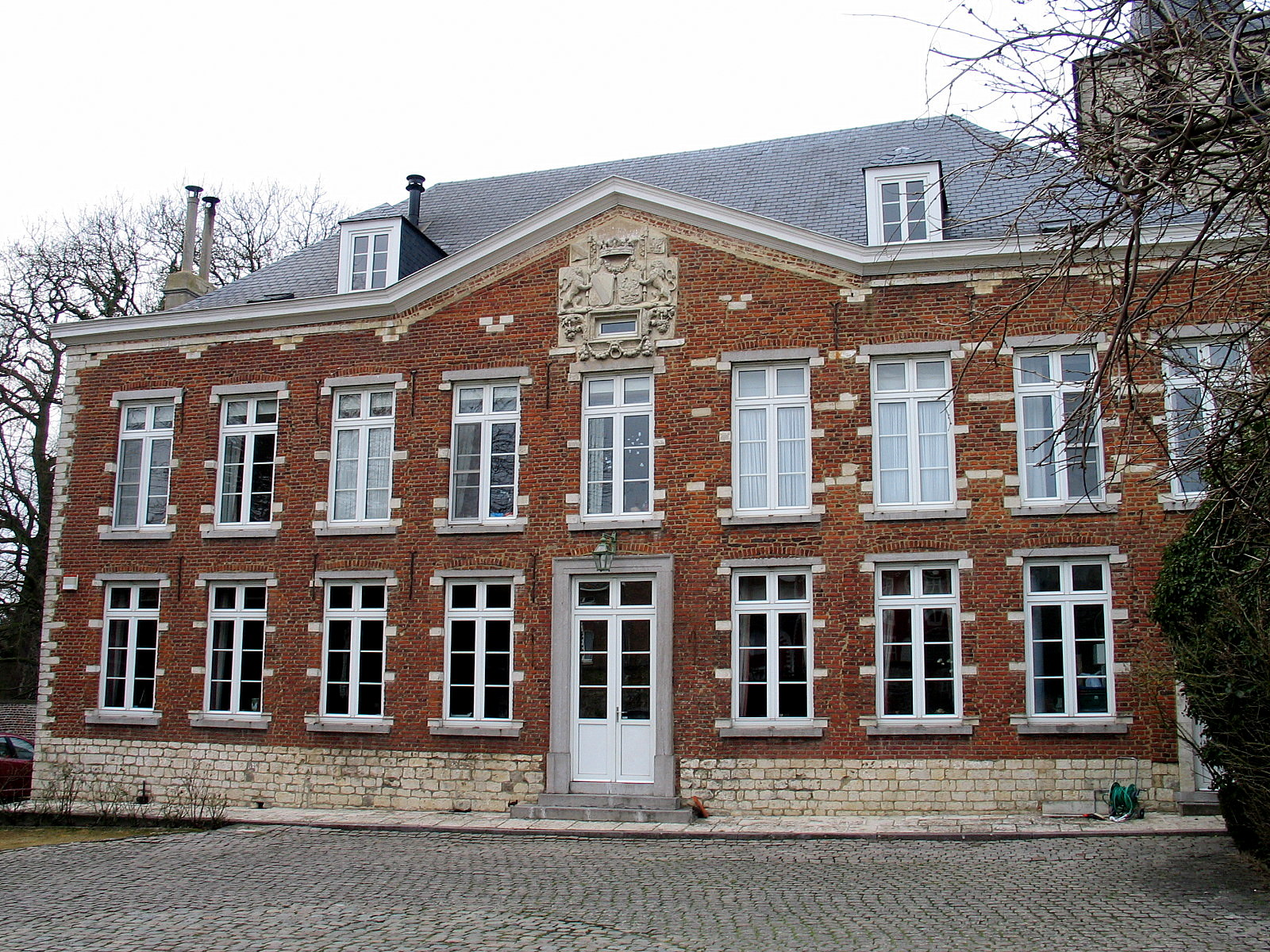
Kasteel van Zittert
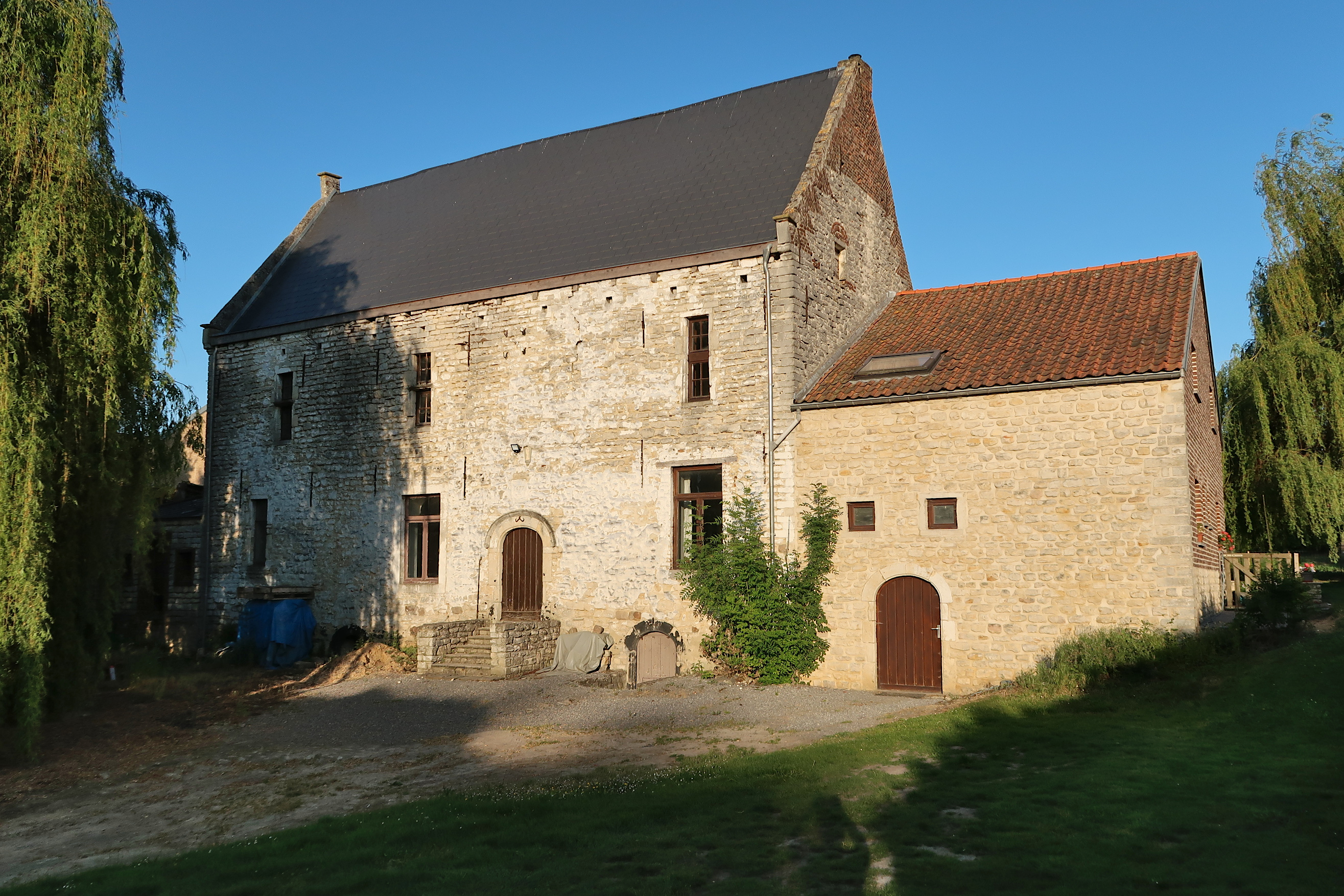
Woning van 1677
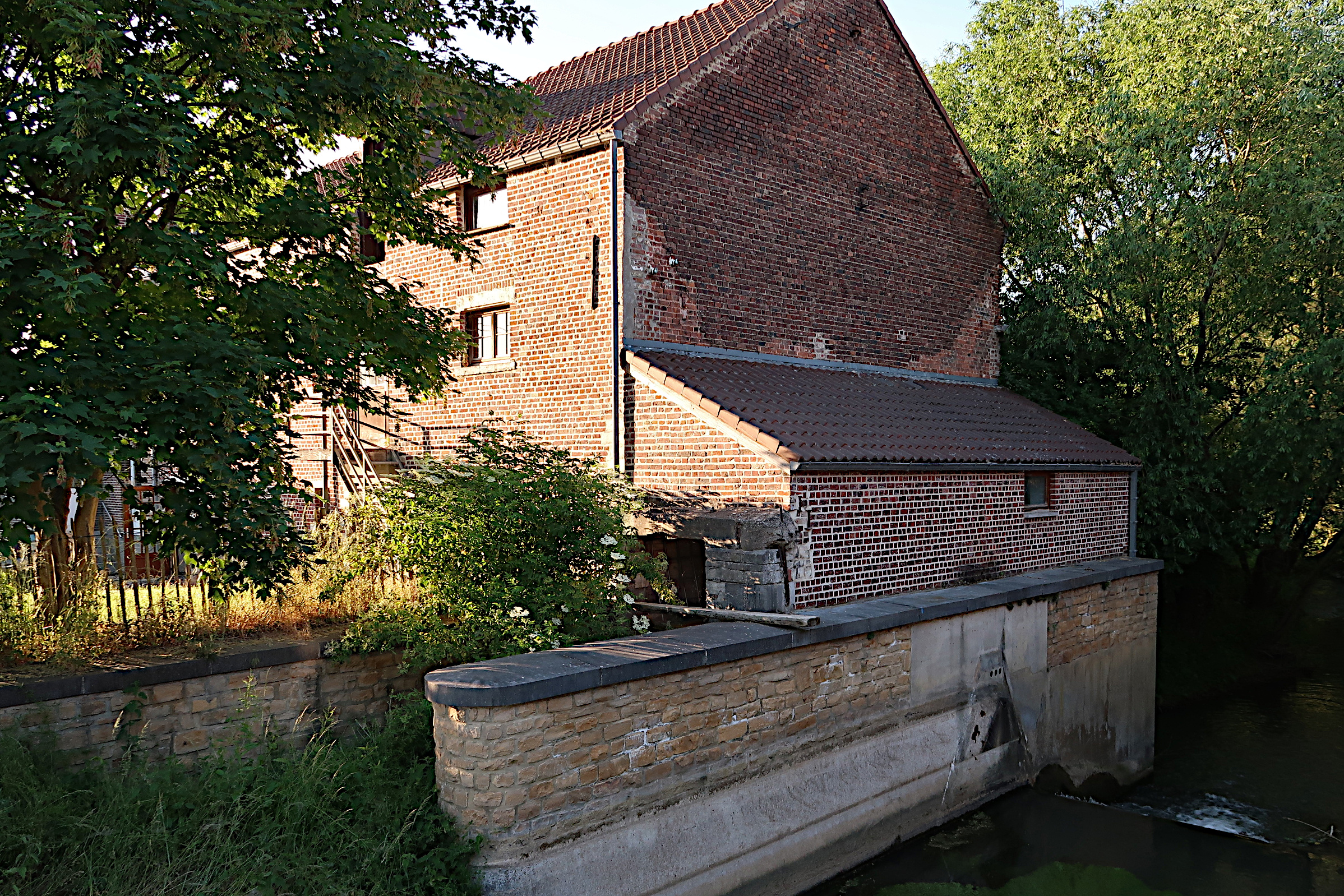
Molen van Lummen
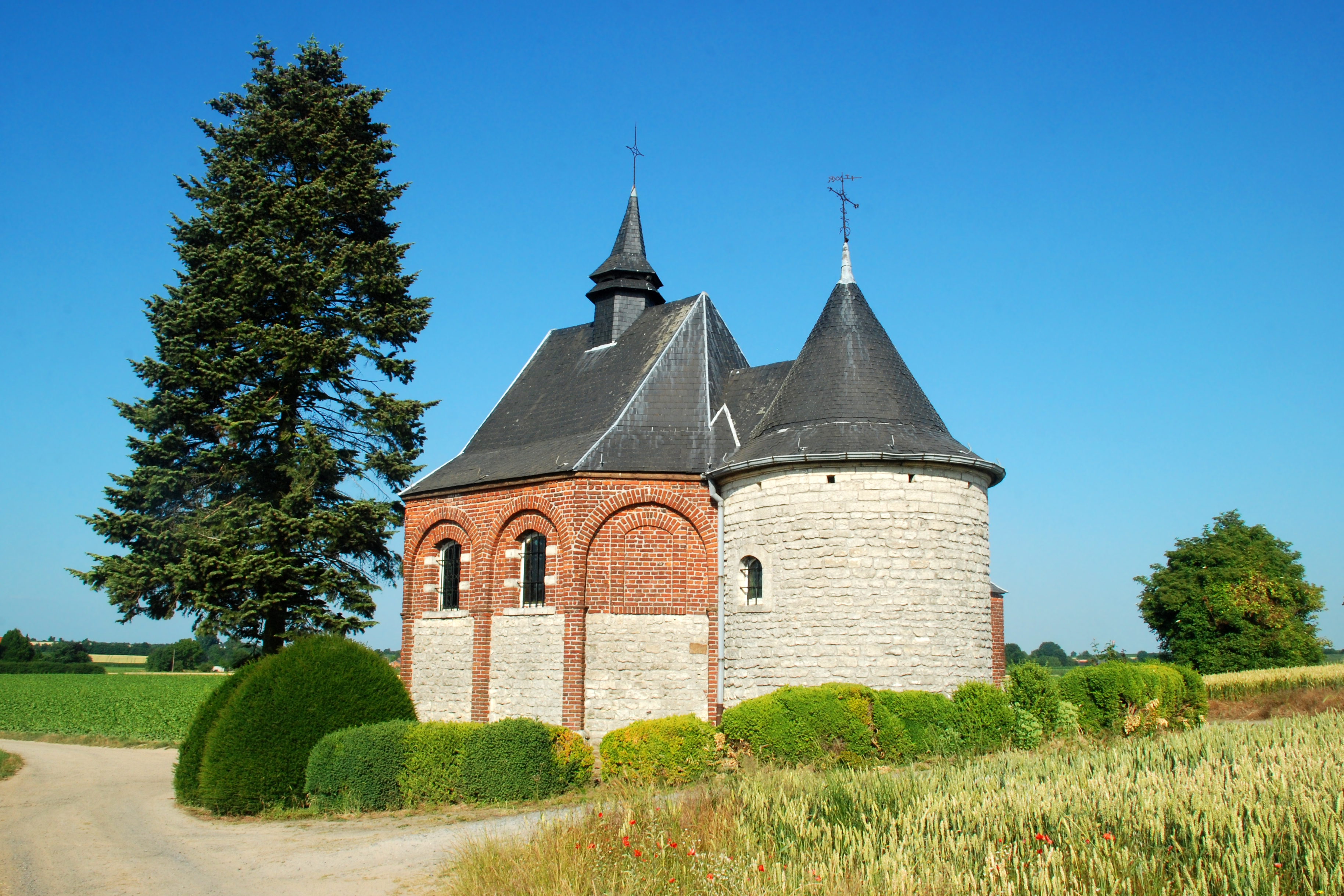
Onze-Lieve-Vrouw-van-Bijstandkapel
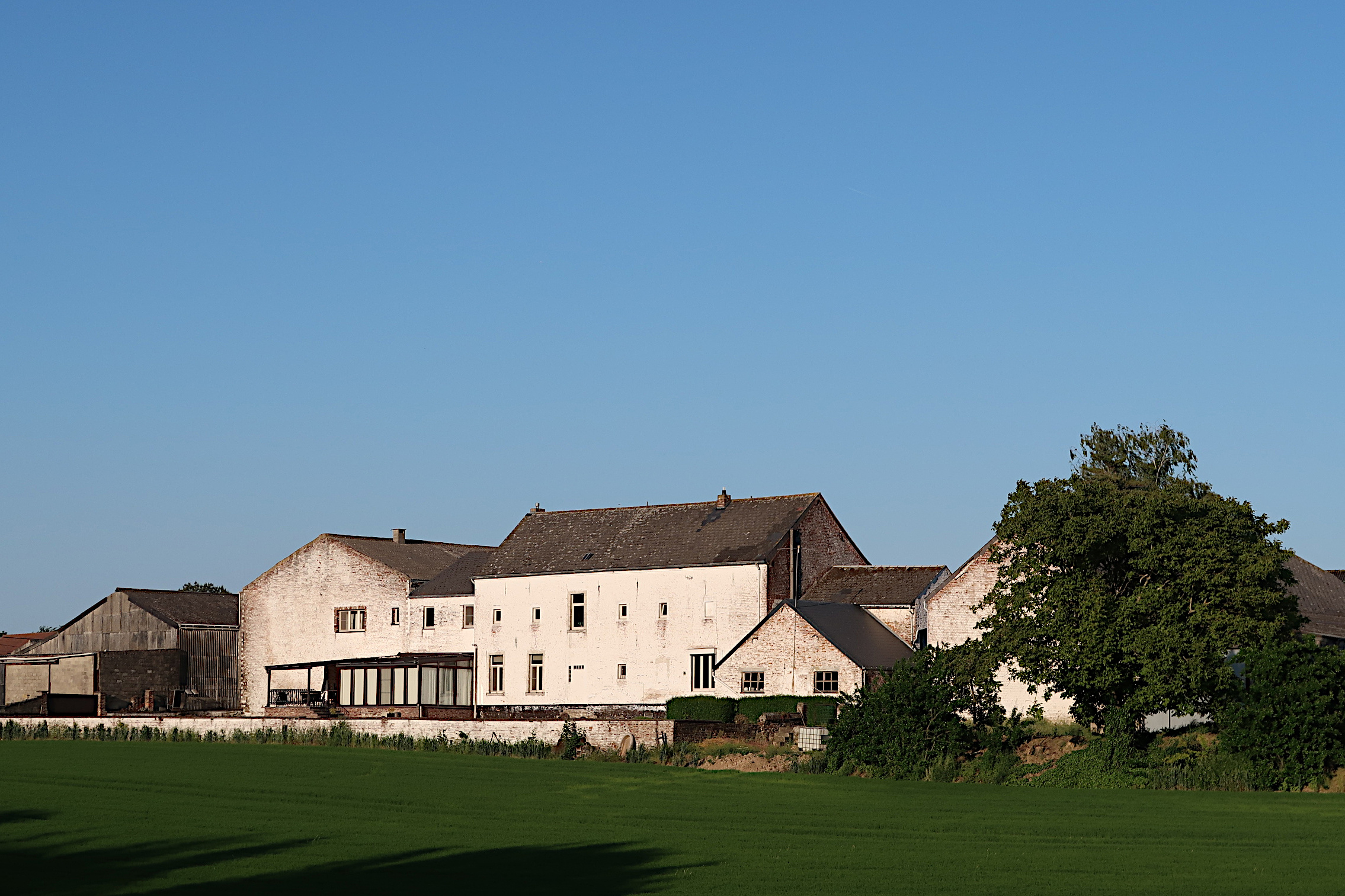
Hoeve Boxus

## Demografische ontwikkeling
- Bronnen:NIS, Opm:1831 tot en met 1970=volkstellingen, 1976= inwonersaantal op 31 december
- 1930: Afsplitsing van Outgaarden in 1923

## Voetwegen
Op het grondgebied van de vroegere gemeenten Zittert-Lummen en Outgaarden zijn er in totaal 53 kilometer voetwegen. Alle 83 paden werden in kaart gebracht: 31 km zijn in goede staat, 5 km zijn overgroeid, 14 km onbekende toestand en 1 km werd afgeschaft..

## Nabijgelegen kernen
Hoegaarden, Outgaarden, Sint-Jans-Geest, Sint-Remigius-Geest